# Elezioni presidenziali in Iran del 2024
Le elezioni presidenziali in Iran del 2024 si sono tenute il 28 giugno (I turno) per il rinnovo della Presidenza del paese.
Esse sono state indette in anticipo (in base a quanto disposto dall'art. 131 della Costituzione) rispetto alla scadenza naturale del mandato presidenziale, prevista per la metà del 2025, a causa della morte del presidente in carica, Ebrahim Raisi.
Poiché tuttavia nessuno dei candidati è riuscito a raggiungere la maggioranza assoluta delle preferenze, un ulteriore turno di votazioni, il primo dal 2005, si è tenuto il 5 luglio, da cui è emerso vincitore, in seguito allo scrutinio delle schede, Masoud Pezeshkian (già giunto primo al I turno), con ben il 54,76% delle preferenze.

## Sistema elettorale
Per le elezioni presidenziali, la legge elettorale iraniana (definita anche in parte dalla Costituzione, ex Artt. 114, 117) prevede l’applicazione di un sistema maggioritario a doppio turno: per essere eletti, infatti, è necessaria la maggioranza assoluta delle preferenze (50%+1). 
Qualora ciò non avvenga, si attua un secondo turno di votazione, una settimana dopo, tra i primi due candidati.
La Costituzione (art. 115), prevede che possa candidarsi alla presidenza qualsiasi cittadino iraniano:
- Nato in Iran;
- Che creda in Dio e nella religione ufficiale del paese (Islam sciita);
- Che sia sempre stato fedele e creda alla Legge fondamentale ed ai suoi princìpi;
- Che abbia buona reputazione, affidabilità e devozione;
- Che sia capace di amministrare e intraprendente;
- Che abbia almeno 40 e al massimo 75 anni.

Le candidature sono sottoposte al Consiglio centrale per la supervisione delle elezioni presidenziali, un organo sotto l’influenza del Consiglio dei Guardiani della Costituzione (artt. 99 e 118), il quale esamina ancora l'idoneità dei candidati registrati, e determinando così gli individui candidabili.
Il Consiglio non dichiara generalmente in via pubblica le ragioni del rifiuto di candidati specifici, sebbene queste siano comunque spiegate privatamente per ciascun candidato.

## Candidati
Al Consiglio dei Guardiani della Costituzione sono state presentate ottanta candidature, tra cui anche quella dell'ex-Presidente Mahmud Ahmadinejad.
In seguito al processo di selezione ne sono state ammesse, tuttavia, soltanto sei.
| Candidati | Candidati    | Candidati                                    | Altre cariche ricoperte | Partito                                                        | Affiliazione        |
| --------- | ------------ | -------------------------------------------- | --- | -------------------------------------------------------------- | ------------------- |
|           | align=centre | Mohammad Bagher Ghalibaf                     | - Presidente dell'Assemblea consultiva islamica (dal 28 maggio 2020) - Membro del Consiglio per il discernimento delle opportunità (2017–2020) - Sindaco di Teheran (2005–2017) - Candidato alla presidenza (2005, 2013 e 2017)                            | Popolazione del Progresso e della Giustizia dell'Iran islamico | Principalisti       |
|           |              | Amir-Hossein Ghazizadeh Hashemi (ritiratosi) | - Vicepresidente dell'Iran (dal 2021) - Membro dell'Assemblea consultiva islamica (2008–2021) - Candidato alla presidenza (2021) | Partito della Legge Islamica                                   | Principalisti       |
|           |              | Said Jalili                                  | - Membro del Consiglio per il discernimento delle opportunità (dal 2013) - Segretario del Consiglio supremo di sicurezza nazionale (2007–2013) - Capo negoziatore dell’Accordo sul nucleare iraniano (2007–2013) - Candidato alla presidenza (2013 e 2021) | Indipendente                                                   | Principalisti       |
|           |              | Masoud Pezeshkian                            | - Membro dell'Assemblea consultiva islamica (dal 2008) - Ministro della Salute e dell'Istruzione medica (2001–2005) | Indipendente                                                   | Riformista moderato |
|           |              | Mostafa Pourmohammadi                        | - Ministero della Giustizia (2013–2017) - Ministro dell'Interno (2005–2008) | Associazione dei Chierici Militanti                            | Principalisti       |
|           |              | Alireza Zakani (ritiratosi)                  | - Sindaco di Teheran (dal 2021) - Membro dell'Assemblea consultiva islamica (2004–2016; 2020–2021) - Candidato alla presidenza (2021) | Società dei Seguaci della Rivoluzione Islamica                 | Principalisti       |

## Risultati
| Masoud Pezeshkian        | Indipendente — Riformista moderato                                             | 10 415 991 | 44,40 | 16 384 403 | 54,76 |  |  |  |
| Said Jalili              | Indipendente — Principalista                                                   | 9 473 298  | 40,38 | 13 538 179 | 45,24 |  |  |  |
| Mohammad Bagher Ghalibaf | Popolazione del Progresso e della Giustizia dell'Iran islamico — Principalista | 3 363 340  | 14,34 |            |       |  |  |  |
| Mostafa Pourmohammadi    | Associazione dei Chierici Militanti — Principalista                            | 65 588     | 0,28  |            |       |  |  |  |
| Totale                   | Totale                                                                         | 23 459 026 | 100   | 29 922 582 | 100   |  |  |  |
|                          |                                                                                |            |       |            |       |  |  |  |
| Voti non validi          | Voti non validi                                                                | 1 076 159  | 4,39  | 607 575    | 1,99  |  |  |  |
| Votanti                  | Votanti                                                                        | 24 535 185 | 39,93 | 30 530 157 | 49,68 |  |  |  |
| Elettori                 | Elettori                                                                       | 61 452 321 |       | 61 452 321 |       |  |  |  |

| Masoud Pezeshkian        |  | 44,40% |
| Said Jalili              |  | 40,38% |
| Mohammad Bagher Ghalibaf |  | 14,34% |
| Mostafa Pourmohammadi    |  | 0,88%  |

| Masoud Pezeshkian |  | 54,76% |
| Said Jalili       |  | 45,24% |